# Francisco Buyo
Francisco Buyo Sánchez (født 13. januar 1958 i Betanzos, Spanien) er en tidligere spansk fodboldspiller (målmand).
Buyos seniorkarriere strakte sig over hele 22 år, og var præget af langvarige ophold hos Deportivo La Coruña, Sevilla FC og Real Madrid. Længst tid tilbragte han hos Real Madrid, hvor han vandt en lang række titler, blandt andet seks spanske mesterskaber og tre Copa del Rey-titler. Opholdene hos Deportivo og Sevilla var ikke præget af samme trofæhøst, men han nåede over 100 ligakampe for begge klubberne.
I både 1988 og 1992 vandt Buyo Ricardo Zamora trofæet, en pris der hvert år gives til den bedste målmand i den spanske liga.

## Landshold
Buyo spillede mellem 1983 og 1992 syv kampe for Spaniens landshold. Han var en del af den spanske trup til både EM i 1984 i Frankrig og EM i 1988 i Vesttyskland. Han var ved begge turneringer reservemålmand, men vandt alligevel en sølvmedalje med spanierne ved 1984-turneringen.